# Lebiasinidae
I Lebiasinidi sono una famiglia di pesci d'acqua dolce dell'ordine dei Characiformes.

## Distribuzione e habitat
Questi pesci sono diffusi in America Centrale, dalla Costa Rica a Panama, fino all'America del Sud, esclusi i corsi d'acqua cileni.

Vivono in acque lente e calme, in pianure e colline (fino a 250 metri di quota), ma alcune specie sono state localizzate anche in corsi d'acqua intorno ai 1000 d'altitudine.

## Descrizione
Di piccole dimensioni (da 4 a 15 cm, secondo la specie), presentano corpo allungato, cilindrico, con una scarsa linea laterale, e pinne piuttosto allungate, soprattutto nei maschi. Le scaglie sono grandi e le livree interessanti.

## Acquariofilia
Non molto diffusi in commercio ma molto conosciuti, i Lebiasinidi hanno catturato l'attenzione degli acquariofili per le loro minute dimensioni, la facilità d'allevamento e la bellezza delle livree. Particolarmente apprezzati sono i cosiddetti Pesci Matita (genere Nannostomus) nonché i generi Copella e Phyrrulina, tutti appartenenti alla sottofamiglia Pyrrhulininae.

## Specie

### SottofamigliaLebiasininae
- Derhamia hoffmannorum
- Lebiasina bimaculata
- Lebiasina chucuriensis
- Lebiasina floridablancaensis
- Lebiasina intermedia
- Lebiasina multimaculata
- Lebiasina narinensis
- Lebiasina provenzanoi
- Lebiasina uruyensis
- Lebiasina yuruaniensis
- Piabucina astrigata
- Piabucina aureoguttata
- Piabucina boruca
- Piabucina elongata
- Piabucina erythrinoides
- Piabucina festae
- Piabucina panamensis
- Piabucina pleurotaenia
- Piabucina unitaeniata

### SottofamigliaPyrrhulininae

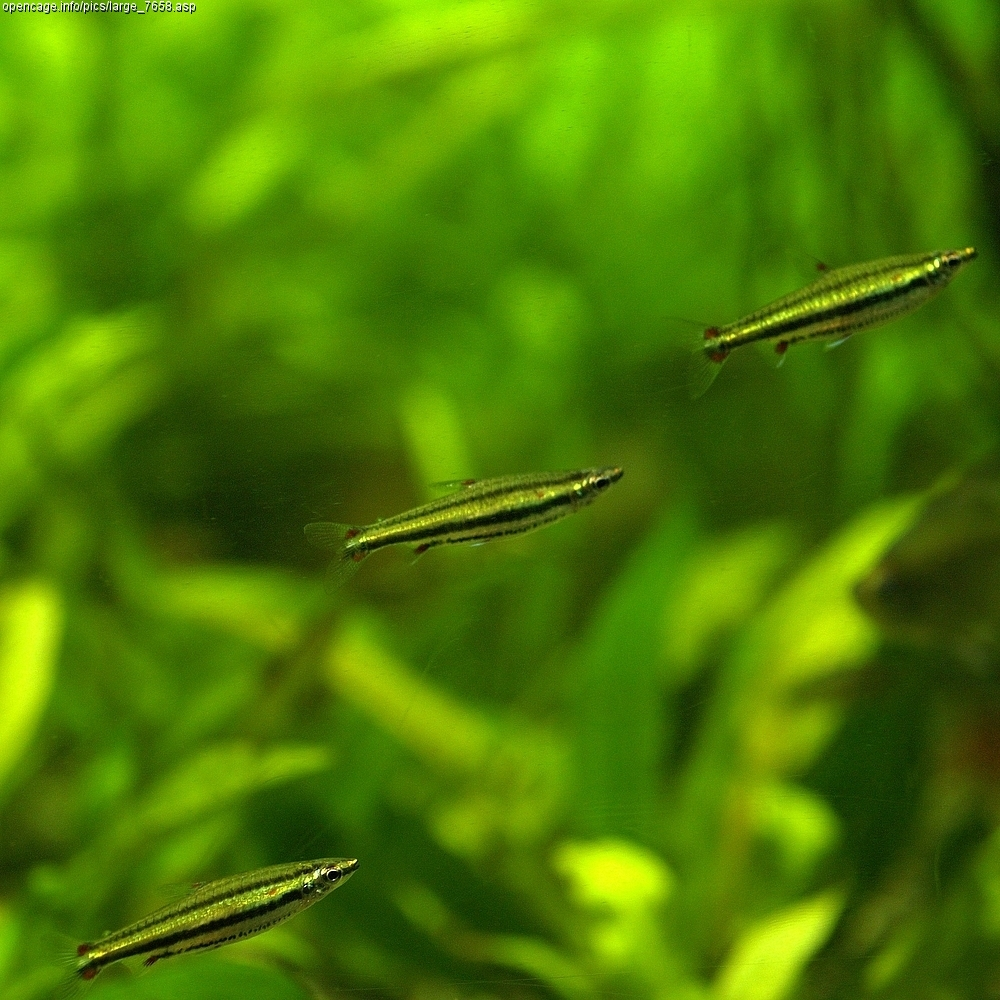
Nannostomus trifasciatus

- Copeina guttata
- Copeina osgoodi
- Copella arnoldi
- Copella carsevennensis
- Copella compta
- Copella eigenmanni
- Copella metae
- Copella nattereri
- Copella nigrofasciata
- Copella vilmae
- Nannostomus anduzei
- Nannostomus beckfordi
- Nannostomus bifasciatus
- Nannostomus britskii
- Nannostomus digrammus
- Nannostomus eques
- Nannostomus espei
- Nannostomus harrisoni
- Nannostomus limatus
- Nannostomus marginatus
- Nannostomus marilynae
- Nannostomus minimus
- Nannostomus mortenthaleri
- Nannostomus nitidus
- Nannostomus trifasciatus
- Nannostomus unifasciatus
- Pyrrhulina australis
- Pyrrhulina beni
- Pyrrhulina brevis
- Pyrrhulina eleanorae
- Pyrrhulina elongata
- Pyrrhulina filamentosa
- Pyrrhulina laeta
- Pyrrhulina lugubris
- Pyrrhulina macrolepis
- Pyrrhulina maxima
- Pyrrhulina melanostoma
- Pyrrhulina obermulleri
- Pyrrhulina rachoviana
- Pyrrhulina semifasciata
- Pyrrhulina spilota
- Pyrrhulina stoli
- Pyrrhulina vittata
- Pyrrhulina zigzag